# Бенинг, Аннетт
Анне́тт Кэ́рол Бе́нинг (англ. Annette Bening; род. 29 мая 1958) — американская актриса театра и кино. Обладательница премий «Золотой глобус» и «BAFTA», а также пятикратная номинантка на премию «Оскар» (1991, 2000, 2005, 2011, 2024).
Наиболее известна по участию в таких фильмах, как «Багси», «Любовная история», «Марс атакует!», «Вальмон», «Красота по-американски», «Театр», «Женщины» и «Детки в порядке».

## Ранние годы
Аннетт Кэрол Бенинг родилась в Топике, штат Канзас, и была младшей из четырёх детей. Мать будущей актрисы, Ширли Эшли, работала певицей в церкви. Отец, Арнетт Грант Бенинг, был консультантом по продажам и страховым агентом. Помимо Аннетт, в семье росли её сестра Джейн и два брата Брэдли и Байрон.
Своё раннее детство Бенинг провела в Уичито, куда её семья переехала в 1959 году. Впервые дебютировала на сцене в мюзикле «Звуки музыки». В 1975 году окончила школу Patrick Henry High School, где изучала драму. Также обучалась в колледже San Diego Mesa College и Университете штата в Сан-Франциско.

## Карьера
Бенинг дебютировала в кино с незначительной ролью в комедии «На лоне природы». Однако уже через два года она совершила прорыв в криминальной драме «Кидалы», в котором также снимались Джон Кьюсак и Анжелика Хьюстон. Актриса заработала первые номинации на «Оскар» и BAFTA.
В 1991 году Аннетт снялась в фильме «Багси» вместе со своим будущим мужем Уорреном Битти, который спродюсировал картину и снялся с актрисой в главной роли. За перевоплощение в Вирджинию Хилл, любовницу гангстера 30-40-х годов Багси Сигела, Бенинг получила номинацию на «Золотой глобус». В 1994 году уже женатые друг на друге Бенинг и Битти вновь работали вместе в драме «Любовная история». В дальнейшем актриса продолжала активно сниматься в кино, появившись в фильмах «Ричард III», «Американский президент» (номинация на «Золотой глобус»), «Марс атакует!» и «Осада».
Самым большим критическим и коммерческим успехом в её карьере стал фильм 1999 года «Красота по-американски». Бенинг сыграла Кэролайн Бёрнем, жену главного героя, амбициозную и давно несчастливую в браке женщину. Фильм был удостоен множества престижных наград, а Аннетт была удостоена премии Гильдии киноактёров США и BAFTA. Также актриса вновь выдвигалась на «Оскар» и «Золотой глобус», которые уступила своей ближайшей сопернице Хилари Суонк.
После нескольких проходных картин и небольшого перерыва в карьере Бенинг вернулась в кино в образе звезды театра Джулии Ламберт в комедийной драме «Театр». Хотя фильм собрал небольшую кассу, критики хвалили актрису, назвав её игру «яркой» и «энергичной». Бенинг получила свой первый «Золотой глобус» и в очередной раз выдвигалась на «Оскар», который она второй раз проиграла Хилари Суонк. Через год она появилась в телефильме «Миссис Харрис», за роль в котором номинировалась на «Эмми» и «Золотой глобус».
В 2006 году Аннетт Бенинг появилась в фильме «На острой грани». Хотя комедийная драма была плохо оценена критиками, они вновь высоко оценили игру актрисы, за что она получила новую номинацию на «Золотой глобус».
После провала фильма «Женщины», Бенинг снялась в независимом фильме «Мать и дитя», который был положительно оценен критиками. В следующем фильме «Детки в порядке» Аннетт Бенинг вместе с Джулианной Мур сыграли однополую пару, воспитывающих двух детей. Критики не переставали удивляться актёрской игре Бенинг, а некоторые из них отметили, что «она заслуживает „Оскар“ за свою блестящую роль». На 68-й церемонии «Золотого глобуса» Аннетт выиграла вторую статуэтку, а также в четвёртый раз была номинирована на «Оскар».

## Личная жизнь
26 мая 1984 года Бенинг вышла замуж за хореографа Джея Стивена Уайта. Они развелись в 1991 году.
С 3 марта 1992 года Бенинг замужем за актёром и режиссёром Уорреном Битти. У супругов есть четверо детей — сыновья Стивен Айра (род. 8 января 1992) и Бенджамин (род. 23 августа 1994), и дочери Изабель (род. 11 января 1997) и Элла (род. 8 апреля 2000). Их старший сын Стивен совершил каминг-аут как трансгендерная персона в 2006 году и в настоящее время известен (под именем Стивен Айра, с отброшенной отцовской фамилией) как поэт, соредактор журнала трансгендерных авторов Vetch.

## Фильмография
| Год  |    | Русское название                  | Оригинальное название             | Роль                                              |
| ---- | -- | --------------------------------- | --------------------------------- | ------------------------------------------------- |
| 1988 | ф  | На лоне природы                   | The Great Outdoors                | Кейт Крейг                                        |
| 1989 | ф  | Вальмон                           | Valmont                           | маркиза де Мертей                                 |
| 1990 | ф  | Открытки с края бездны            | Postcards from the Edge           | Эвелин Эймс                                       |
| 1990 | ф  | Кидалы                            | The Grifters                      | Майра Лэнгтрай                                    |
| 1991 | ф  | Виновен по подозрению             | Guilty by Suspicion               | Рут Меррил                                        |
| 1991 | ф  | Что касается Генри                | Regarding Henry                   | Сара Тёрнер                                       |
| 1991 | ф  | Багси                             | Bugsy                             | Вирджиния Хилл                                    |
| 1994 | ф  | Любовная история                  | Love Affair                       | Тэрри Маккей                                      |
| 1995 | ф  | Ричард III                        | Richard III                       | королева Елизавета                                |
| 1995 | ф  | Американский президент            | The American President            | Сидни Эллен Вэйд                                  |
| 1996 | ф  | Марс атакует!                     | Mars Attacks!                     | Барбара Лэнд                                      |
| 1998 | ф  | Осада                             | The Siege                         | Элайз Крафт/Шерон Бриджер                         |
| 1999 | ф  | Сновидения                        | In Dreams                         | Клер Купер                                        |
| 1999 | ф  | Красота по-американски            | American Beauty                   | Кэролин Бёрнэм                                    |
| 2000 | ф  | С какой ты планеты?               | What Planet Are You From?         | Сьюзен Андерсон                                   |
| 2003 | ф  | Открытый простор                  | Open Range                        | Сью Барлоу                                        |
| 2004 | ф  | Театр                             | Being Julia                       | Джулия Ламберт                                    |
| 2005 | тф | Миссис Харрис                     | Mrs. Harris                       | Джин Харрис                                       |
| 2006 | ф  | На острой грани                   | Running with Scissors             | Диэдри Берроуз                                    |
| 2008 | ф  | Женщины                           | The Women                         | Сильви Фаулер                                     |
| 2009 | ф  | Мать и дитя                       | Mother and Child                  | Карен                                             |
| 2010 | ф  | Детки в порядке                   | The Kids Are All Right            | Ник                                               |
| 2012 | ф  | Руби Спаркс                       | Ruby Sparks                       | Гертруда                                          |
| 2012 | ф  | Бомба                             | Ginger & Rosa                     | Мэй Белла                                         |
| 2013 | ф  | Лицо любви                        | The Face of Love                  | Никки                                             |
| 2013 | ф  | Имоджен                           | Girl Most Likely                  | Зельда                                            |
| 2014 | ф  | Представь себе                    | Imagine                           |                                                   |
| 2014 | ф  | Второй шанс                       | Danny Collins                     | Мэри Синклер                                      |
| 2014 | ф  | Поиск                             | The Search                        | Хелен                                             |
| 2016 | ф  | Женщины XX века                   | 20th Century Women                | Доротея Филдс                                     |
| 2017 | ф  | Кинозвёзды не умирают в Ливерпуле | Film Stars Don't Die in Liverpool | Глория Грэм                                       |
| 2018 | ф  | Сама жизнь                        | Life Itself                       | доктор Кейтлин Моррис                             |
| 2019 | ф  | Капитан Марвел                    | Captain Marvel                    | Высший разум Крии, Мар-Велл / доктор Венди Лоусон |
| 2019 | ф  | В плену надежды                   | Hope Gap                          | Грейс                                             |
| 2019 | ф  | Отчёт о пытках                    | The Report                        | Дайэнн Файнстайн                                  |
| 2022 | ф  | Смерть на Ниле                    | Death on the Nile                 | Юфимия Бук                                        |
| 2023 | ф  | Дайана Найэд                      | Nyad                              | Дайана Найэд                                      |
| 2023 | ф  | Чистильщик бассейнов              | Poolman                           | Дайана Эспильнад                                  |
| 2026 | ф  | Невеста                           | The Bride!                        |                                                   |

## Награды и номинации
| Награда                             | Год  | Фильм/Постановка                    | Категория                                         | Результат |
| ----------------------------------- | ---- | ----------------------------------- | ------------------------------------------------- | --------- |
| «Оскар»                             | 1991 | «Кидалы»                            | Лучшая женская роль второго плана                 | Номинация |
| «Оскар»                             | 2000 | «Красота по-американски»            | Лучшая женская роль                               | Номинация |
| «Оскар»                             | 2005 | «Театр»                             | Лучшая женская роль                               | Номинация |
| «Оскар»                             | 2011 | «Детки в порядке»                   | Лучшая женская роль                               | Номинация |
| «Оскар»                             | 2024 | «Дайана Найэд»                      | Лучшая женская роль                               | Номинация |
| «Золотой глобус»                    | 1992 | «Багси»                             | Лучшая женская роль — драма                       | Номинация |
| «Золотой глобус»                    | 1996 | «Американский президент»            | Лучшая женская роль — комедия или мюзикл          | Номинация |
| «Золотой глобус»                    | 2000 | «Красота по-американски»            | Лучшая женская роль — драма                       | Номинация |
| «Золотой глобус»                    | 2005 | «Театр»                             | Лучшая женская роль — комедия или мюзикл          | Победа    |
| «Золотой глобус»                    | 2007 | «На острой грани»                   | Лучшая женская роль — комедия или мюзикл          | Номинация |
| «Золотой глобус»                    | 2007 | «Миссис Харрис»                     | Лучшая женская роль — мини-сериал или телефильм   | Номинация |
| «Золотой глобус»                    | 2011 | «Детки в порядке»                   | Лучшая женская роль — комедия или мюзикл          | Победа    |
| «Золотой глобус»                    | 2017 | «Женщины XX века»                   | Лучшая женская роль — комедия или мюзикл          | Номинация |
| «Золотой глобус»                    | 2020 | «Отчёт о пытках»                    | Лучшая женская роль второго плана                 | Номинация |
| BAFTA                               | 1992 | «Кидалы»                            | Лучшая женская роль второго плана                 | Номинация |
| BAFTA                               | 2000 | «Красота по-американски»            | Лучшая женская роль                               | Победа    |
| BAFTA                               | 2011 | «Детки в порядке»                   | Лучшая женская роль                               | Номинация |
| BAFTA                               | 2018 | «Кинозвёзды не умирают в Ливерпуле» | Лучшая женская роль                               | Номинация |
| «Эмми»                              | 2006 | «Миссис Харрис»                     | Лучшая женская роль в мини-сериале или фильме     | Номинация |
| «Выбор критиков»                    | 2005 | «Театр»                             | Лучшая женская роль                               | Номинация |
| «Выбор критиков»                    | 2011 | «Детки в порядке»                   | Лучшая женская роль                               | Номинация |
| «Выбор критиков»                    | 2011 | «Детки в порядке»                   | Лучший актёрский состав                           | Номинация |
| «Выбор критиков»                    | 2016 | «Женщины XX века»                   | Лучшая женская роль                               | Номинация |
| «Выбор критиков»                    | 2016 | «Женщины XX века»                   | Лучший актёрский состав                           | Номинация |
| «Независимый дух»                   | 2011 | «Детки в порядке»                   | Лучшая женская роль                               | Номинация |
| «Независимый дух»                   | 2017 | «Женщины XX века»                   | Лучшая женская роль                               | Номинация |
| «Спутник»                           | 2000 | «Красота по-американски»            | Лучшая женская роль — драма                       | Номинация |
| «Спутник»                           | 2004 | «Открытый простор»                  | Лучшая женская роль второго плана — драма         | Номинация |
| «Спутник»                           | 2005 | «Театр»                             | Лучшая женская роль — комедия или мюзикл          | Победа    |
| «Спутник»                           | 2006 | «На острой грани»                   | Лучшая женская роль — комедия или мюзикл          | Номинация |
| «Спутник»                           | 2006 | «Миссис Харрис»                     | Лучшая женская роль — мини-сериал или телефильм   | Номинация |
| «Спутник»                           | 2010 | «Детки в порядке»                   | Лучшая женская роль — комедия или мюзикл          | Номинация |
| «Спутник»                           | 2017 | «Женщины XX века»                   | Лучшая женская роль                               | Номинация |
| Национальный совет кинокритиков США | 2004 | «Театр»                             | Лучшая женская роль                               | Победа    |
| Премия Гильдии киноактёров США      | 2000 | «Красота по-американски»            | Лучшая женская роль                               | Победа    |
| Премия Гильдии киноактёров США      | 2000 | «Красота по-американски»            | Лучший актёрский состав                           | Победа    |
| Премия Гильдии киноактёров США      | 2005 | «Театр»                             | Лучшая женская роль                               | Номинация |
| Премия Гильдии киноактёров США      | 2007 | «Миссис Харрис»                     | Лучшая женская роль в телефильме или мини-сериале | Номинация |
| Премия Гильдии киноактёров США      | 2011 | «Детки в порядке»                   | Лучшая женская роль                               | Номинация |
| Премия Гильдии киноактёров США      | 2011 | «Детки в порядке»                   | Лучший актёрский состав                           | Номинация |
| «Тони»                              | 1987 | «Прибрежные волнения»               | Лучшая женская роль второго плана в пьесе         | Номинация |